# CA-группа
Говорят, что группа является ЦА-группой, CA-группой или централизаторной абелевой группой, если централизатор любого нетождественного элемента является абелевой подгруппой.  Конечные ЦА-группы имеют историческое значение как ранний пример типов классификаций, которые потом использовались в теореме Томпсона–Фейта и классификации простых конечных групп.  Некоторые важные бесконечные группы являются ЦА-группами, такие как свободные группы, монстры Тарского и некоторые из групп Бёрнсайда, а локально конечные ЦА-группы были классифицированы точно.  ЦА-группы также называются коммутативно-транзитивными группами (или КТ-группами для краткости), поскольку коммутативность является  транзитивным отношением для нетождественных элементов группы тогда и только тогда, когда группа является ЦА-группой.

## История
Локально конечные ЦА-группы были классифицированы некоторыми математиками с 1925 по 1998. Первые конечные ЦА-группы, для которых было показано, что они простые или разрешимые, появились в статье Вайснера. Затем в теореме Брауэра — Судзуки — Уолла было показано, что конечные ЦА-группы чётного порядка являются группами Фробениуса, абелевыми группами или двумерными проективными специальными линейными группами над конечным полем нечётного порядка, PSL(2, 2f) для {\displaystyle f\geqslant 2}. Наконец, в статье Судзуки было показано, что конечные ЦА-группы нечётного порядка являются группами Фробениуса или абелевыми группами, а потому не являются неабелевыми простыми.
ЦА-группы были важны в контексте классификации простых конечных групп. Мичио Судзуки показал, что любая конечная простая неаблева ЦА-группа имеет чётный порядок. Этот результат был сначала расширен до теоремы Фейта — Холла — Томпсона, показывающей, что конечные простые неабелевы CN-группы имеют чётный порядок, а затем до теоремы Томпсона — Фейта, которая утверждает, что любая конечная простая неабелева группа имеет чётный порядок. Описание классификации конечных ЦА-групп дано как примеры 1 и 2 в книге Судзуки. Более детальное описание групп Фробениуса включено в статью Ву, где показано, что конечная разрешимая ЦА-группа является полупрямым произведением абелевой группы и без фиксированной точки автоморфизмом, и обратно, любое такое полупрямое произведение является конечной разрешимой ЦА-группой. Ву расширил также классификацию Судзуки и других на локально конечные группы.

## Примеры
Любая абелева группа является ЦА-группой и группа с нетривиальным центром является ЦА-группой тогда и только тогда, когда она абелева.  Конечные ЦА-группы классифицированы — разрешимые группы являются полупрямыми произведениями абелевых групп на циклические группы, такие, что любой нетривиальный элемент действует без фиксированной точки, и включают группы, такие как диэдральные группы порядка 4k+2, и знакопеременную группу на 4 точках порядка 12, в то время как неразрешимые группы все являются простыми и 2-мерными проективными специальными линейными группами PSL(2, 2n) для {\displaystyle n\geqslant 2}. Бесконечные ЦА-группы включают свободные группы, PSL(2, R) и группы Бёрнсайда большой простой экспоненты.  Некоторые более современные результаты в бесконечном случае содержатся в статье Ву, включая классификацию локально конечных ЦА-групп.  Ву также заметил, что монстры Тарского являются очевидными примерами бесконечных простых ЦА-групп.